# 13017 Owakenoomi
13017 Owakenoomi è un asteroide della fascia principale. Scoperto nel 1988, presenta un'orbita caratterizzata da un semiasse maggiore pari a 2,5650211 UA e da un'eccentricità di 0,1144330, inclinata di 13,73210° rispetto all'eclittica.